# Фрехен
Фрехен (њем. Frechen) град је у њемачкој савезној држави Северна Рајна-Вестфалија. Једно је од 10 општинских средишта округа Рајн-Ерфт. Према процјени из 2010. у граду је живјело 49.824 становника. Посједује регионалну шифру (AGS) 5362024, NUTS (DEA27) и LOCODE (DE FRN) код.

## Географски и демографски подаци
Фрехен се налази у савезној држави Северна Рајна-Вестфалија у округу Рајн-Ерфт. Град се налази на надморској висини од 58–158 метара. Површина општине износи 45,1 km². У самом граду је, према процјени из 2010. године, живјело 49.824 становника. Просјечна густина становништва износи 1.105 становника/km².

## Међународна сарадња
| Мјесто     | Држава   | Врста сарадње | Од    |
| ---------- | -------- | ------------- | ----- |
| Капфенберг | Аустрија | партнерство   | 1956. |
| Извор      |          |               |       |